# به‌دنبال دل خود
به‌دنبال دل خود (انگلیسی: After His Own Heart) یک فیلم کمدی صامت آمریکایی است که در سال ۱۹۱۹ منتشر شد. نسخه ای از این فیلم در سینماتک فرانسه موجود است.

## بازیگران
- هیل همیلتون
- فرانک هیز
- تاینی سندفورد
- ویلیام وی. مونگ
- هربرت پرایر
- هری کارتر
- نائومی چیلدرس